# Snowkel
Gli Snowkel (シュノーケル?, Shunōkeru) erano un gruppo musicale giapponese proveniente da Fukuoka, Giappone. Era composto da Kaba, Nishi e Yama.

## Carriera
Immediatamente dopo la loro formazione nel gennaio 2004 vincono un concorso musicale locale presso Fukuoka. Successivamente, gli Snowkel concentrano la propria attività sulle attività dal vivo nella prefettura di Fukuoka. Nel 2005, pubblicano il loro primo album indipendente, intitolato Sora Colorful (ソラカラフル?, Sora Karafuru) ed il loro singolo di debutto Ooki Na Mizutamari (大きな水たまり?).
Nel 2006 il gruppo firma un contratto con l'etichetta Sony Music Japan e pubblica il primo album, intitolato SNOWKEL SNORKEL il 26 aprile 2006. Snowkel Snorkel contiene i singoli Tabibito Beginner, Namikaze Satellite e Ooki Na Mizutamari.
Il 3 ottobre 2007, il loro secondo album EQ è stato pubblicato. L'album contiene un totale di dodici brani, compresi i singoli precedentemente pubblicati: Solar Wind, Bye-Bye×Hello, Tenkiyohō e Kiseki. Nel corso della loro carriera tre loro brani musicali sono stati utilizzati nella colonna sonora di altrettanti anime: Namikaze Sateraito in Naruto, Solar Wind in Kiba e Kiseki in Gintama.

## Membri
- Nishimura Shinya "Nishi" (guitar, vocals)
- Kabamura Masami "Kaba" (bass)
- Yamada Masato "Yama" (drums)

## Discografia

### Produzioni indipendenti
- Snowkel (シュノーケル?, Shunōkeru) (2004)
- Sora Colorful (ソラカラフル?, Sora Karafuru) (2005)

### Singoli
- Large Puddle (大きな水たまり?, Ooki na Mizutamari) (2005)
- Namikaze Sateraito (波風サテライト?, Namikaze Sateraito) (2006)
- Traveller Beginner (旅人ビギナー?, Tabibito Biginā) (2006)
- solar wind (2006)
- Bye-Bye×Hello (2007)
- Weather Forecast (天気予報?, Tenkiyohō) (2007)
- Miracle (奇跡?, Kiseki) (2007)
- Natsu Kaze (2008)
- Wakoudo To Umi (2007)
- Samisinbo (2006)
- Please! (2007)
- Kimi no te (2007)
- Dagan Runner (2006)
- Neil Anthony Ramos Novilla (2006)

### Album
- Snowkel Snorkel (2006)
- EQ (2007)